# Cerkiew św. Symeona Słupnika w Moskwie (Arbat)
Cerkiew św. Symeona Słupnika – prawosławna cerkiew w Moskwie, w rejonie Arbat, w dekanacie centralnym eparchii moskiewskiej miejskiej Rosyjskiego Kościoła Prawosławnego.

## Historia
Pierwsza cerkiew na miejscu istniejącej obecnie świątyni wzmiankowana jest w 1625, być może początkowo nosiła wezwanie Wprowadzenia Matki Bożej do Świątyni. Mogła również od początku pozostawać pod wezwaniem Symeona Słupnika – w dniu wspomnienia tego świętego Borys Godunow brał ślub i mógł polecić wzniesienie świątyni (lub kilku świątyń) na pamiątkę tego wydarzenia. Nową drewnianą cerkiew zbudowano w 1676 (według innych źródeł w latach 1676–1679). Jeszcze w tym samym stuleciu zastąpiono ją cerkwią murowaną. Wzniesiono ją w stylu ruskim typowym dla epoki, bogato dekorując bryłę budynku rzędami kokoszników i fryzem. We wnętrzu urządzono trzy ołtarze: główny Wprowadzenia Matki Bożej do Świątyni oraz boczne św. Symeona Słupnika i św. Mikołaja (przemianowany w 1759 na św. Dymitra z Rostowa). Dzwony dla świątyni odlano w pracowni Fiodora Morozowa, protoplasty znanej rosyjskiej rodziny ludwisarskiej.
Cerkiew pozostawała czynna do 1930, gdy władze radzieckie odebrały ją parafii prawosławnej. Budowla została porzucona, zniszczono należące do niej dzwony, ogrodzenie i część dekoracyjnych detali elewacji. Po wydaniu decyzji o budowie prospektu Kalinina obiekt miał zostać rozebrany, ostatecznie jednak od planów tych odstąpiono, zaś w 1966 rozpoczęto częściową restaurację świątyni. W 1968 odnowiony budynek przekazano towarzystwu ochrony przyrody, które urządziło w cerkwi wystawę ptaków i małych zwierząt. Doprowadziło to do zniszczenia resztek pierwotnego wystroju wnętrza. W latach 1990–1992 w budynku mieściła się galeria sztuki ludowej i malarstwa.
Rosyjski Kościół Prawosławny odzyskał obiekt w 1992. Po tej dacie cerkiew została ponownie udekorowana freskami i przywrócona do funkcji liturgicznych.

## Związani z cerkwią
W świątyni w 1816 odbył się ślub Siergieja Aksakowa i Olgi Zapłatiny. Piętnaście lat wcześniej w cerkwi miała miejsce tajna ceremonia ślubu hrabiego Nikołaja Szeremetiewa z aktorką Praskowją Żemczugową-Kowalewą. W ostatnich latach życia do miejscowej parafii należał Nikołaj Gogol.